# Bahnstrecke Glindenberg–Oebisfelde
| Streckennummer: | 6409                 |                                            |                                            |
| Kursbuchstrecke (DB): | 308                  |                                            |                                            |
| Kursbuchstrecke: | 187b (1934)          |                                            |                                            |
| Streckenlänge: | 55,1 km              |                                            |                                            |
| Spurweite: | 1435 mm (Normalspur) |                                            |                                            |
| Streckengeschwindigkeit: | 120 km/h             |                                            |                                            |
| |                      |                                            |                                            |
| \| \| \| von Magdeburg Hbf \| \| \| \| \| von Schönebeck (Elbe) \| \| \| \| -0,175 \| Glindenberg (Abzw) \| Glindenberg (Abzw) \| \| \| \| nach Wittenberge \| \| \| \| 1,979 \| Barleben \| Barleben \| \| \| 6,421 \| Meitzendorf \| Meitzendorf \| \| \| 10,087 \| Groß Ammensleben \| Groß Ammensleben \| \| \| \| Kanalbrücke Vahldorf (Mittellandkanal) \| \| \| \| 12,718 \| Vahldorf \| Vahldorf \| \| \| \| Anschluss Euroglas \| \| \| \| \| von Hillersleben Kaserne \| \| \| \| \| von Eilsleben \| \| \| \| \| Anschluss \| \| \| \| 20,074 \| Haldensleben \| Haldensleben \| \| \| \| nach Gardelegen \| \| \| \| \| Kanalbrücke Haldensleben (Mittellandkanal) \| \| \| \| 22,876 \| Bülstringen Florastraße Bf Abzw \| Bülstringen Florastraße Bf Abzw \| \| \| \| nach Weferlingen \| \| \| \| 32,669 \| Flechtingen \| Flechtingen \| \| \| \| Anschluss Steinbruch \| \| \| \| \| von Calvörde \| \| \| \| 38,393 \| Wegenstedt \| Wegenstedt \| \| \| 44,752 \| Rätzlingen \| Rätzlingen \| \| \| 49,076 \| Bösdorf (Sachs-Anh) \| Bösdorf (Sachs-Anh) \| \| \| \| von Berlin \| \| \| \| \| von Salzwedel \| \| \| \| 55,1 \| Oebisfelde \| Oebisfelde \| \| \| \| nach Lehrte \| \| \| \| \| \| \| \| Quellen: [1][2] \| \| \| \| |                      |                                            |                                            |
| Strecke |                      | von Magdeburg Hbf                          | von Magdeburg Hbf                          |
| Abzweig geradeaus und von rechts |                      | von Schönebeck (Elbe)                      | von Schönebeck (Elbe)                      |
| Blockstelle | -0,175               | Glindenberg (Abzw)                         | Glindenberg (Abzw)                         |
| Abzweig geradeaus und nach rechts |                      | nach Wittenberge                           | nach Wittenberge                           |
| Bahnhof | 1,979                | Barleben                                   | Barleben                                   |
| Haltepunkt / Haltestelle | 6,421                | Meitzendorf                                | Meitzendorf                                |
| Bahnhof | 10,087               | Groß Ammensleben                           | Groß Ammensleben                           |
| Brücke über Wasserlauf |                      | Kanalbrücke Vahldorf (Mittellandkanal)     | Kanalbrücke Vahldorf (Mittellandkanal)     |
| Haltepunkt / Haltestelle | 12,718               | Vahldorf                                   | Vahldorf                                   |
| Abzweig geradeaus und von rechts |                      | Anschluss Euroglas                         | Anschluss Euroglas                         |
| Abzweig geradeaus und ehemals von rechts |                      | von Hillersleben Kaserne                   | von Hillersleben Kaserne                   |
| Abzweig geradeaus und von links |                      | von Eilsleben                              | von Eilsleben                              |
| Abzweig geradeaus und ehemals nach rechts |                      | Anschluss                                  | Anschluss                                  |
| Bahnhof | 20,074               | Haldensleben                               | Haldensleben                               |
| Abzweig geradeaus und ehemals nach rechts |                      | nach Gardelegen                            | nach Gardelegen                            |
| Brücke über Wasserlauf |                      | Kanalbrücke Haldensleben (Mittellandkanal) | Kanalbrücke Haldensleben (Mittellandkanal) |
| Dienststation / Betriebs- oder Güterbahnhof | 22,876               | Bülstringen Florastraße Bf Abzw            | Bülstringen Florastraße Bf Abzw            |
| Abzweig geradeaus und nach links |                      | nach Weferlingen                           | nach Weferlingen                           |
| Bahnhof | 32,669               | Flechtingen                                | Flechtingen                                |
| Abzweig geradeaus und nach links |                      | Anschluss Steinbruch                       | Anschluss Steinbruch                       |
| Abzweig geradeaus und ehemals von rechts |                      | von Calvörde                               | von Calvörde                               |
| Haltepunkt / Haltestelle | 38,393               | Wegenstedt                                 | Wegenstedt                                 |
| Bahnhof | 44,752               | Rätzlingen                                 | Rätzlingen                                 |
| Haltepunkt / Haltestelle | 49,076               | Bösdorf (Sachs-Anh)                        | Bösdorf (Sachs-Anh)                        |
| Abzweig geradeaus und von rechts |                      | von Berlin                                 | von Berlin                                 |
| Abzweig geradeaus und von rechts |                      | von Salzwedel                              | von Salzwedel                              |
| Bahnhof | 55,1                 | Oebisfelde                                 | Oebisfelde                                 |
| Strecke |                      | nach Lehrte                                | nach Lehrte                                |
| |                      |                                            |                                            |
| Quellen: |                      |                                            |                                            |

Die Bahnstrecke Glindenberg–Oebisfelde ist eine eingleisige und nicht elektrifizierte Hauptbahn in Sachsen-Anhalt. Sie zweigt an der Abzweigstelle Glindenberg von der Bahnstrecke Magdeburg–Wittenberge ab und führt über Haldensleben nach Oebisfelde, wo sie in die Bahnstrecke Berlin–Lehrte einmündet.

## Geschichte
Der Abschnitt Glindenberg–Neuhaldensleben (seit 1939 Haldensleben) wurde am 16. Dezember 1872 von der Magdeburg-Halberstädter Eisenbahngesellschaft eröffnet. Dieselbe Gesellschaft eröffnete den Betrieb auf dem Nordabschnitt bis zum Bahnhof Oebisfelde am 1. November 1874.
Bei der DR führten über die Bahnstrecke zwei verschiedene Kursbuchstrecken (KBS). Die KBS 702 verlief von Schönebeck-Bad Salzelmen über Magdeburg nach Haldensleben beziehungsweise Zielitz, während die KBS 764 von Haldensleben über Oebisfelde hinaus bis Salzwedel führte.
Vor allem durch den Abbau von Salzen war auf der Strecke stets reger Güterverkehr. Für den Personenfernverkehr war sie zur Zeit der Deutschen Teilung wichtig. Die Interzonenzüge von Westdeutschland (Köln) nach Sachsen (Leipzig) wurden von Lehrte über Wolfsburg und Oebisfelde auf diese Strecke geleitet. So kamen sie von Norden nach Magdeburg Hauptbahnhof und brauchten keinen Fahrtrichtungs- und Lokwechsel zu machen. Bis in die 1980er Jahre wurde der gesamte Verkehr mit Dampflokomotiven der DR-Baureihe 50.35 durchgeführt.
Die Strecke wurde für einige Jahre als Bestandteil der Interregio-Linie 17 von Köln über Hannover, Magdeburg, Leipzig nach Dresden genutzt. Die Strecke Haldensleben–Magdeburg wurde im Nahverkehr im 40-Minuten-Takt bedient, der nördliche Abschnitt halb so oft.
Der nur wenige Kilometer lange Abschnitt vom Abzweig Glindenberg bis Barleben war zu DR-Zeiten elektrifiziert worden, um den Güterverkehr nach Barleben zu erleichtern. Die Oberleitung wurde Anfang der 2000er Jahre demontiert.
Die Fachwerkbrücke über den Mittellandkanal zwischen den Stationen Vahldorf und Groß Ammensleben wurde wegen der Verbreiterung des Kanals 2006 durch eine Brücke mit größerer Spannweite ersetzt.

## Heutiger Betrieb
Nach der ersten Ausschreibung des Personenverkehrs durch die Nahverkehrsservice Sachsen-Anhalt (NASA) verkehrten bis 2018 Triebwagen der Baureihe 642 der Elbe-Saale-Bahn, einer Tochtergesellschaft der DB Regio.
Seitdem ist der Personenverkehr auf der Strecke Teil des Dieselnetzes Sachsen-Anhalt (DISA). Eingesetzt werden LINT-Triebwagen, welche gemäß der Ausschreibung mit Steckdosen und WLAN ausgestattet wurden. Bis zur vorzeitigen Vertragsauflösung war Abellio Rail Mitteldeutschland der Betreiber, seit Dezember 2024 Regionalverkehre Start Deutschland.
Derzeit verkehren auf dieser Strecke die Linien RB 36 und RE 6 (Magdeburg–Wolfsburg), letzterer übernimmt nur Einzelleistungen in der Hauptverkehrszeit. 
Von Montag bis Freitag gilt dabei folgendes Angebot:
Im morgendlichen Berufsverkehr wird in unregelmäßigen Intervallen gefahren und so auch teilweise ein annähernder 30-Minuten-Takt zwischen Haldensleben und Magdeburg hergestellt.
Von 8 Uhr bis 13 Uhr wird zwischen Magdeburg und Haldensleben stündlich gefahren, zwischen Haldensleben und Wolfsburg besteht ein zweistündliches Angebot.
Ab 13 Uhr wird auf der Strecke Haldensleben–Wolfsburg ebenfalls stündlich gefahren, wobei in Magdeburg Hbf um 14:34 Uhr und 16:34 Uhr jeweils RE-6-Züge nach Wolfsburg starten, die zwischen Magdeburg-Neustadt und Haldensleben alle Unterwegshalte auslassen. Dafür verkehrt ab Magdeburg Hbf um 14:17 Uhr und 16:17 Uhr jeweils eine RB 36 nach Haldensleben, die alle Unterwegshalte bedient.
In der Gegenrichtung findet ab 13 Uhr dasselbe Fahrplankonzept statt. Hierbei startet in Wolfsburg Hbf um 14:24 Uhr und 16:24 Uhr jeweils der RE 6 nach Magdeburg Hbf. Zwischen Haldensleben und Magdeburg Hbf wird nur in Barleben und Magdeburg-Neustadt gehalten. Um 15:16 Uhr und 17:16 Uhr startet in Haldensleben jeweils eine RB 36 nach Magdeburg mit Halt an allen Stationen.
Ab 19 Uhr wird auf einen unregelmäßigen Takt umgestellt. Die Regionalbahnen um 19:27 Uhr, 20:27 Uhr und 21:30 Uhr ab Magdeburg Hauptbahnhof verkehren bis Wolfsburg, die anderen Züge verkehren bis Haldensleben. Ab Wolfsburg Hauptbahnhof fahren um 18:25 Uhr, 19:22 Uhr, 21:05 Uhr (ab Oebisfelde mit Anschluss aus Wolfsburg), 22:23 Uhr und 23:20 Uhr.
Samstags, sonn- und feiertags besteht überwiegend ein Zwei-Stunden-Takt, welcher zwischen Magdeburg und Haldensleben teilweise zum Stundentakt verstärkt wird. Fast alle Züge, welche weiter von und nach Wolfsburg fahren, werden nach Stendal als RB35 durchgebunden. Von Magdeburg Hbf werden wochentags viele Züge nach Halle (Saale) Hbf via Bernburg, Oschersleben oder Aschersleben durchgebunden. Die Züge kreuzen regulär zum Stundentakt hauptsächlich zwischen Magdeburg Hbf und Abzw Glindenberg, in Haldensleben und in Oebisfelde, wobei im Berufsverkehr auch in Barleben, Groß-Ammensleben, Flechtingen und Rätzlingen gekreuzt wird. Die Fahrzeiten der Regionalbahnen, die an allen Stationen halten, betragen rund 75 Minuten für die Gesamtstrecke und 30 Minuten für den Abschnitt Haldensleben–Magdeburg.
Güterverkehr findet weiterhin statt. Unter anderem wird der Hafen Bülstringen am Mittellandkanal über eine Stichstrecke bedient, die früher Teil der Bahnstrecke Haldensleben–Gardelegen war. In Haldensleben erschließt ein Ausziehgleis der Strecke seit 1937 den Stadthafen Haldensleben. In Flechtingen zweigt ein rund vier Kilometer langes Anschlussgleis zu einem Steinbruch ab, der für ein hohes Güteraufkommen sorgt. Die zweite Kanalbrücke, die sich nördlich von Haldensleben befand, wurde 2009 durch eine Netzwerkbogenbrücke ersetzt.

## Streckenbeschreibung
Die Strecke verbindet den früheren Eisenbahnknoten Oebisfelde nahe Wolfsburg mit der Landeshauptstadt Magdeburg. Wichtigster Unterwegsbahnhof ist die Kreisstadt Haldensleben. Die Strecke verläuft annähernd parallel zum Mittellandkanal, der zwei Mal gekreuzt wird. Der Norden der Strecke liegt am Rand des Niedermoorgebiets Drömling, während nördlich von Haldensleben der Flechtinger Höhenzug und die Calvörder Berge gestreift werden. Südlich davon wird die flache Landschaft der Magdeburger Börde durchfahren.

## Ausblick
Im Rahmen des Programms Elektrische Güterbahn des BMVI soll die Strecke elektrifiziert werden. Die Inbetriebnahme der Elektrifizierung ist nach derzeitigem Stand (Februar 2024) für 2029 vorgesehen.